# Chardonneret
Pour les articles homonymes, voir Chardonneret (homonymie).
Taxons concernés
Plusieurs espèces de passereaux dans les genres :
- Carduelis
- Spinusmodifier

Chardonneret est un nom vernaculaire ambigu en français, pouvant désigner plusieurs espèces différentes d'oiseaux passériformes  de la famille des Fringillidae.
Ils sont réputés pour leur plumage ou la beauté de leurs chants.
Le nom de chardonneret dérive de "chardon", cette petite plante hérissée de piquants qui pousse le long des chemins. Selon certains auteurs, ce nom a été donné à ces oiseaux parce qu'ils se nourrissent des graines de chardon. Cependant, l'explication de la fréquentation des chardons par ces oiseaux pourrait avoir une autre origine. Dans leurs déplacements, les moutons se frottent contre les chardons et y accrochent quelques flocons de laine. Alors, le chardonneret vient prendre le flocon, l'effiloche pour le démêler et en capitonne le nid de ses petits, parfois nommés grisets.
Il existe de nombreuses formes locales de ce terme par exemple chardonnerel ou chardonnail, en Provence il existe par exemple cardalino. On y retrouve plus facilement la proximité avec le latin impérial carduelis dérivé de carduus, le chardon.

## Menaces
En 2016, en dix ans, la population de chardonnerets en France a chuté de 40 %.

## Noms en français et noms scientifiques correspondants

### Noms normalisés
Liste alphabétique des noms normalisés de la CINFO (màj 2009) et Avibase, en regard du nom scientifique valide reconnu par la classification de référence (version 2.7, 2010) du Congrès ornithologique international.
- Chardonneret à bec épais – Spinus crassirostris
- Chardonneret à croupion jaune – Spinus uropygialis
- Chardonneret à menton noir – Spinus barbata
- Chardonneret à tête noire – Spinus notata
- Chardonneret à ventre jaune – Spinus xanthogastra
- Chardonneret de Magellan – Spinus magellanica
- Chardonneret de Yarrell – Spinus yarrellii
- Chardonneret des Andes – Spinus spinescens
- Chardonneret des Antilles – Spinus dominicensis
- Chardonneret élégant – Carduelis carduelis - aussi appelé Chardonneret d'Europe
- Chardonneret gris – Spinus lawrencei
- Chardonneret jaune – Spinus tristis
- Chardonneret mineur – Spinus psaltria
- Chardonneret noir – Spinus atrata
- Chardonneret olivâtre – Spinus olivacea
- Chardonneret rouge – Spinus cucullata
- Chardonneret safran – Spinus siemiradzkii

### Noms divers
Liste alphabétique des noms vernaculaires ou des noms vulgaires, non retenus par la CINFO, dont l’usage est attesté. 

Note : Cette liste est variable selon les usages et certaines espèces ont parfois d'autres noms encore.
- Chardonneret - sans autre précision, voir Chardonneret élégant[4]
- Chardonneret d'Europe - voir Chardonneret élégant[5]

## Dans l'art
Le chardonneret d'Europe, dit aussi chardonneret élégant, apparaît dans de nombreuses œuvres d'art, religieuses (en tant que symbole de la Passion du Christ) ou profanes :
- Vierge au chardonneret ;
- Le Chardonneret, tableau peint par Carel Fabritius, 1654 ;
- Le Chardonneret, roman de Donna Tartt, 2013.